# The Three Ravens

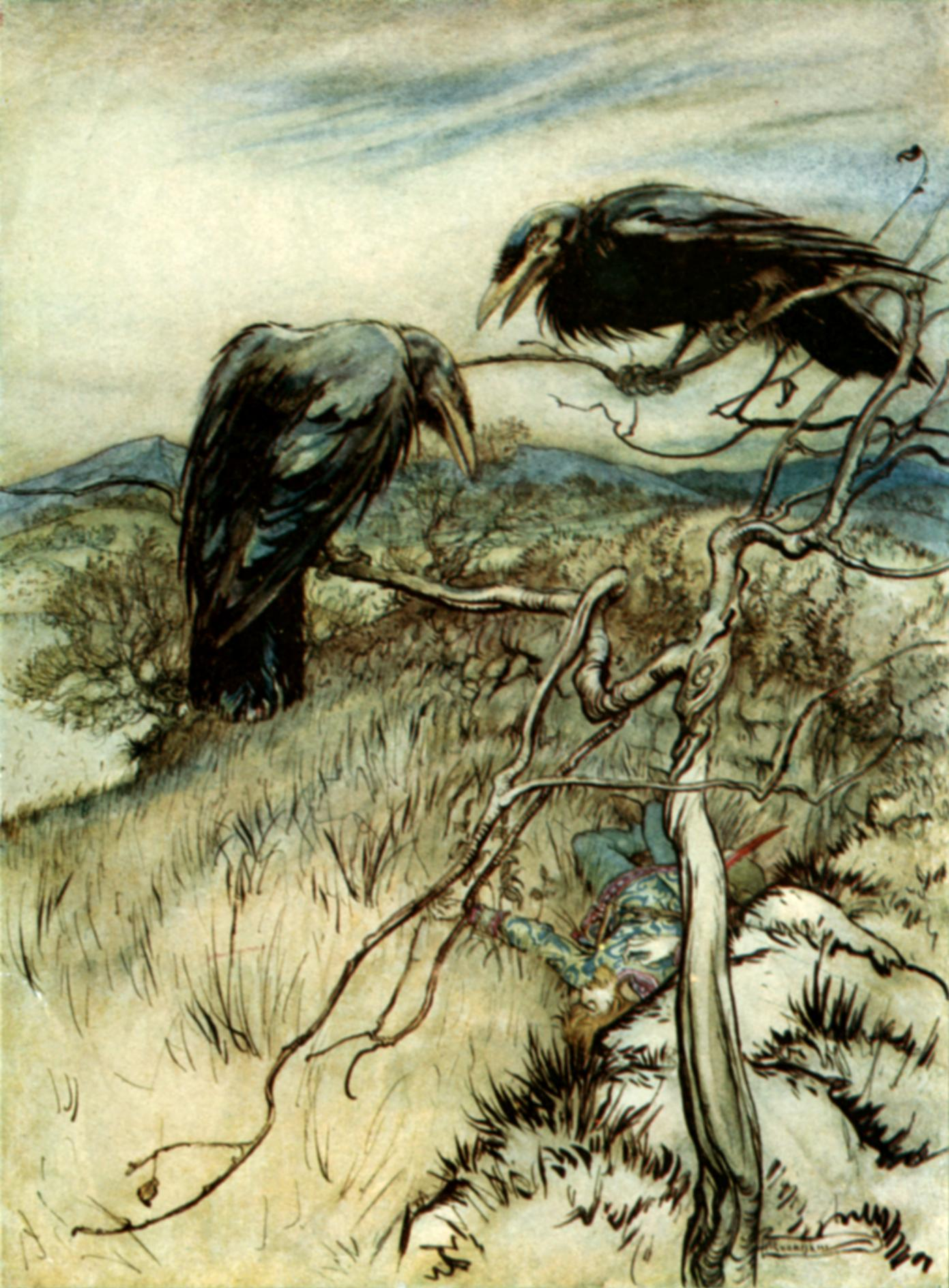
"The Twa Corbies", Illustrazione di Arthur Rackham dal libro "Some British Ballads"

The Three Ravens è una ballata popolare inglese, inserita nel canzoniere Melismata, scritto da Thomas Ravenscroft che fu pubblicato nel 1611, anche se probabilmente la ballata è anche più vecchia.
Nuove versioni (con musiche differenti) sono state create sino al XIX secolo. Francis James Child trascrisse numerose versioni nella sua raccolta "Child Ballads" (catalogata come numero 26). Una popolare imitazione è chiamata Twa Corbies ("Due corvi" o "Due cornacchie"), che pur seguendo una storia simile all'originale, ha una piega cinica.
La ballata narra di tre corvi necrofagi che discutono su dove e cosa dovrebbero mangiare. Uno dei tre li informa di un cavaliere appena ucciso, ma scoprono che il cadavere è sorvegliato dai suoi fedeli falchi e cani. Inoltre, una cerbiatta, ovvia metafora dell'amante o della signora incinta del cavaliere ("così avanti con il piccolo come dovrebbe essere") si avvicina al corpo e bacia le sue ferite, lo trascina via di lì e lo sotterra, lasciando i corvi senza pasto. Il narratore, tuttavia, si allontana gradualmente dal punto di vista dei corvi ", per finire con il commento del narratore sull'azione, piuttosto che i corvi cui discussione ha precedentemente descritto ("che Dio mandi a ogni gentiluomo tali falchi, cani e amante")
In alternativa i testi possono semplicemente attribuire i probabili sentimenti del narratore ai corvo, ma date le precedenti personificazioni, non sembra possibile.

## Testo
Il testo de "I tre corvi" è trascritto usando l'ortografia del 1611. Possono essere cantati sia direttamente, attraverso stanze da quattro versi ciascuna, o in stanze da due linee, ciascuna ripetente la prima linea tre volte in base alla durata che l'esecutore vuole dare alla ballata. Il secondo metodo sembra il più canonico, ed è quello illustrato qui sotto. I ritornelli vanno cantati in tutte le strofe, ma saranno visualizzati solo per la prima.
There were three rauens sat on a tree,
downe a downe, hay downe, hay downe,
There were three rauens sat on a tree,
with a downe,
There were three rauens sat on a tree,
They were as blacke as they might be.
With a downe, derrie, derrie, derrie, downe, downe.
The one of them said to his mate,
Where shall we our breakfast take?
Downe in yonder greene field,
There lies a Knight slain under his shield,
His hounds they lie downe at his feete,
So well they can their Master keepe,
His Hawkes they flie so eagerly,
There's no fowle dare him come nie
Downe there comes a fallow Doe,
As great with yong as she might goe,
She lift up his bloudy head,
And kist his wounds that were so red,
She got him up upon her backe,
And carried him to earthen lake,
She buried him before the prime,
She was dead her self ere euen-song time.
God send euery gentleman,
Such haukes, such hounds, and such a Leman.

## The Twa Corbies
"The Twa Corbies" è la relativa versione scozzese della canzone, con un tono più cinico. Ci sono solo due uccelli necrofagi in questa versione, ma questa è la minore delle differenze fra le ballate, nonostante inizino allo stesso modo. Invece di elogiare la lealtà degli animali del cavaliere, i corvi raccontano che il falco e il segugio hanno già dimenticato il loro padrone, e sono già alla ricerca di altre prede, mentre la sua signora è già stata presa da un altro uomo. I corvi quindi procedono a mangiare i resti del cavaliere indisturbati, perché nessun altro sa dove si trovi l'uomo, o addirittura che sia morto. Descrivono nel dettaglio il pasto macabro che consumeranno, cavandogli gli occhi e usando i suoi capelli per i loro nidi. I temi di questa versione sono la fragilità dell'esistenza, l'idea che la vita proceda anche dopo la morte, e un punto di vista più pessimista della vita. La solitudine e la disperazione della canzone sono riassunti nei distici finali;
O'er his banes [bones], when they are bare,
The wind sall [shall] blaw for evermair
Ci potrebbero essere differenti versioni di questo poema anonimo. Il testo completo di una delle versioni è il seguente:
As I was walking all alane,
I heard twa corbies making a mane;
The tane unto the t'other say,
‘Where sall we gang and dine to-day?'
‘In behint yon auld fail dyke,
I wot there lies a new slain knight;
And naebody kens that he lies there,
But his hawk, his hound, and lady fair.
‘His hound is to the hunting gane,
His hawk to fetch the wild-fowl hame,
His lady's ta'en another mate,
So we may mak our dinner sweet.
‘Ye'll sit on his white hause-bane,
And I'll pike out his bonny blue een;
Wi ae lock o his gowden hair
We'll theek our nest when it grows bare.
‘Mony a one for him makes mane,
But nane sall ken where he is gane;
Oer his white banes, when they are bare,
The wind sall blaw for evermair.

## Musica
La ballata "The Three Ravens" o "Twa Corbies" è stata suonata e registrata da varie band di musica folk tra cui Omnia (gruppo musicale) con il titolo Twa Corbiez e Faun con il titolo Rabenballade.

## Altre lingue
Sia "The Three Ravens" and "Twa Corbies" sono state tradotte in altre lingue, generalmente con la melodia di Twa Corbies, o della canzone bretone An Alarc'h (Il cigno).
Le versioni conosciute includono:
- Danese: Ravnene ("I corvi"), una traduzione di Twa Corbies, senza però la stanza finale, ad opera del folclorista danese Svend Grundtvig (1824–1883)
- Ebraico: שלושה בני עורב ("Tre canzoni di un corvo"), tradotto da Nathan Alterman, e la versione più popolare שלושה עורבים ("Tre corvi") di Yaakov Shabtai.
- Finlandese: Kaksi korppia, traduzione di "Twa Corbies", ad opera della band finlandese Tarujen Saari.
- Frisone: De twa roeken, tradotto da Klaes Bruinsma, cantato da Doede Veeman nel suo LP "Frustraasjebloes".
- Tedesco: Die drei Raben, una traduzione piuttosto fedele di "The Three Ravens", ad opera di Theodor Fontane (1819–1898). Die zwei Raben, dello stesso autore, è la versione tedesca più conosciuta di "Twa Corbies".
- Norvegese: Ravnene ("I corvi"), è una traduzione molto simile a quella danese.
- Russo: Il grande poeta russo Aleksandr Sergeyevich Pushkin pubblicò nel 1828 una traduzione parziale della traduzione francese della ballata contenuta nella raccolta Border Poems di Sir Walter Scott . Include anche il poema Шотландская песня (Canzone scozzese), che è conosciuta praticamente da ogni russo istruito. La traduzione di Pushkin contiene solo la prima metà della ballata, terminando con la strofa "e la signora attende il suo amante, non quello ucciso, ma quello vivo", rendendo così più tetro il punto centrale della storia. Molti compositori dell'epoca scrissero le proprie interpretazioni della ballata.
- Basco: Bi beleak è la traduzione di "Twa Corbies" ad opera del poeta basco Jon Mirande, cantata dal cantante basco Imanol Larzabal.